# Hansel y Gretel (película de 2007)
Hansel y Gretel (en hangul, 헨젤과 그레텔) es una película de terror coreano del 2007, escrita por Kim Min-Suk y dirigida por Yim Pil-Sung. Está basada en el cuento homónimo de los Hermanos Grimm.

## Trama
La escena comienza con imágenes que narran la historia original de Hansel y Gretel. A continuación, pasa a Eun-soo, un vendedor, conduciendo su coche mientras habla con su novia por teléfono. Al parecer, su novia tiene cuatro semanas de embarazo y quería que él estuviera a su lado. Pero él no puede porque su madre está enferma y la tuvo que visitar. Él tiene una pelea, y mientras conducía chocó accidentalmente con una roca lo que causó que su coche diera una vuelta y cayera a un lado de la carretera.
Cuando Eun-soo volvió en sí, se dio cuenta de que había estado inconsciente durante horas y que ahora estaba abandonado en un bosque oscuro desconocido. Trató de mantenerse despierto mientras lo buscaban en el bosque, pero finalmente, se desmayó. En la escena siguiente, cuando tomó conciencia de nuevo Eun-soo vio una luz en la distancia. La fuente de luz era en realidad una linterna sostenida por la mano de una niña (Kim Young-hee).
La niña se acercó y ayudó a Eun-Soo y cuando iban de camino, Eun-soo le preguntó su nombre y ella le dijo que se llamaba Young-hee. Luego la siguió hasta una casa grande, limpia en medio del bosque. La cual tenía un letrero en su exterior,  "Casa de los Niños Felices".
En la terraza, sus padres (de Young-hee) estaban esperando, junto a sus dos hermanos quienes se presentan como Man-bok, su hermano mayor, y Jung su hermana pequeña. Pero sus padres estaban actuando raro, como si estuvieran nerviosos y con miedo de algo. Al día siguiente, cuando Eun-soo se despertó vio muchos dulces en la mesa. Pero curiosamente los niños estaban controlando todos sus movimientos. Entonces decidió irse, pero tuvo que regresar a la casa ya que la oscuridad se acercaba rápidamente. Fue entonces cuando se dio cuenta de que él nunca podría salir de la selva.
A medida que continúa intento de fuga de la casa se da cuenta de que los padres están desaparecidos. Aquí es cuando aprendemos la razón de por qué el hombre-bok siempre está lleno de ira y por qué los niños siempre están viendo el mismo programa de televisión sádico que se mantenía repitiendo una y otra vez. También aprendemos la fuente del sonido espeluznante en el ático. Eun-soo luego tuvo el coraje de investigar el origen de la buhardilla. Para su sorpresa se encontró con su madre, que estaba escondida en el ático. Luego se enteró de que ella y su marido no eran los verdaderos padres de los niños. Su coche se averió en la misma carretera y ambos fueron encontrados por los niños y ahora no podía salir.
A continuación, le aconsejó que no creyera en la inocencia de los niños, ya que era mentira. Al día siguiente, estaba nevando. Eun-soo se reunió Man-bok, y una pareja que iban a la casa. El marido era un diácono llamado Byun, muy agradable quien simpatizaba con los niños mientras que la mujer tenía un aura maliciosas sobre ella. Como Eun-soo estaba en busca de pistas, se dio cuenta de que la carne que comían en la cena de esa noche era realmente del cuerpo cocinado de su "padre", y de su "madre", los cuales se habían convertido en muñecos de porcelana. También se dio cuenta de que la esposa de Byun había desaparecido.
Esa noche, Eun-Soo espió a Man-bok, quien hiba en secreto al bosque. Después siguió a Man-bok, e hizo un rastro de con migas de pan para no perderse, siguiendo el consejo de Young-hee para no perderse. Después de Man-Bok llega a un enorme roble y Eun Soo se jorrorizó al descubrir que era la esposa de Byun. Ella se había convertido en el árbol.
Man-bok, finalmente se detuvo frente a una misteriosa puerta, y al abrirse, Eun Soo descubre una habitación llena de polvo. Cuando se aleja Man-bok, Eun-soo se dirige inmediatamente a la habitación para investigar más a fondo sobre lo que está pasando. Miró por encima de algunas notas y descubrió que los niños tienen en realidad más de treinta años de edad. De pronto, Young-hee aparece, y cuando se acerca a Eun-soo éste la mira a la cara, y era el rostro de una anciana. Luego extrañamente apareció en la casa. Decidió volver atrás, y encontró qud Byun era un pedófilo que ahora está tratando de matar a los niños. Eun-pronto tomó por sorpresa Byun y logró noquearlo antes de pedirle a los niños que le dijeran lo que estaba ocurriendo. Como Young-hee comenzó la historia, la escena se convirtió en un flashback.
Los niños vivían originalmente en un orfanato llamado "Casa de Niños Felices". El conserje era abusivo, y siempre había querido a los niños muertos. Una mañana de Navidad, cuando Santa Claus llegó, les dio poderes para hacer su imaginación en realidad. Junto a ello, les dio una caja de dulces y un libro de cuentos que contaba la historia de Hansel y Gretel. Mientras los niños leían la historia, empezaron a creer que era verdad, incluso la parte en la que Gretel empujó la malvada bruja en la chimenea. Ellos creían que todos los adultos malos no debían quedar impunes.
Man-bok, Young-hee y Jung-antes no podía soportar al cuidador y su abuso por más tiempo, así que con el poder de su imaginación gritaban y torbellinos aparecían de repente, lo que envío al cuidador en la chimenea. Desde entonces, se había tratado de encontrar padres adecuados para cuidar de ellos, pero los que encontraron no eran satisfactorios.
Como Kim Young-hee está contando la historia, Eun se convirtió en Byun y trataron de romperle el cuello a Eun-soo. Man-bok escondió a Eun Soo de los gritos que mataron a Byun al igual que la en que mataron al cuidador.
Eun-soo se enfrentó con ellos por no dejarlos, les dijo que tienen una vida y se negaron, pero finalmente lo dejaron ir. La mañana de Navidad, un año después, Eun-soo, finalmente hizo su elección para casarse con su novia. Ahora tienen un bebé y su novia le pide que compré leche. Cuando va a la sala de estar, saca un libro de recuerdos lleno de artículos sobre Deacon Byun, y la carretera 37, donde cayó en el bosque, la gente lo llamó "el camino de la muerte". Mientras que él estaba pensando en los niños, se encontró un cuaderno en blanco, pero en la última página vio un dibujo de tres niños sonriendo, "felices para siempre". Poco a poco, lloró y mientras miraba por la ventana, tres figuras aparecieron en la sombra, las del Hombre-bok, Young-hee, y Jung pronto, volvió a la casa de Eun-soo a su lugar en el bosque, y la pantalla, finalmente se desvanece a negro.

## Personajes
- Chun Jung-myung como Lee Eun-soo: el protagonista de la historia. Accidentalmente se metió en su casa. Él quería salir, incluso en las situaciones. Pero finalmente dijo a los niños lo mucho que los ama y que quería quedarse, pero su novia lo necesitaba. Así que regresó, y todavía estaba pensando en los niños. Hizo recortes de periódicos sobre la desaparición de Byun (lo hizo en el final) y aún a averiguar por qué él todavía piensa en los niños, pero finalmente se sintió aliviado de que están viviendo feliz. Le gustaba Young-hee tanto.
- Eun Won-jae como Kim Man-bok: Es el mayor de los hermanos y, por lo tanto, quien más se preocupa por ellos. Durante de la película aparenta tener unos trece años, sin embargo, su edad real es un misterio por resolver, pues Eun-soo encuentra en un viejo libro que, en realidad, Kim Man-bok ha nacido en 1959. Desde los 5 años había vivido en un orfanato junto a sus hermanas, y al haber sido maltratado por su padre sigue acarreando algunas secuelas del pasado en la actualidad. Posee el poder de controlar las cosas con su mente, fenómeno conocido como telequinesis. Después de matar a alguien, siempre señala la muerte de dicha persona con lujo de detalle en su cuaderno. A lo largo de la película se le puede ver como a un personaje extremadamente misterioso que cuenta con un mal temperamento. Eun Won-jae es el encargado de interpretar su personaje.
- Shim Eun-kyung como Kim Young-hee: Es quien encuentra a Eun-soo cuando este se pierde. Young-hee siempre sonríe e intenta mantener las cosas bajo control, a pesar de su desdichado pasado. Ella y su hermana intentan escapar varias veces del orfanato, pero no tienen otra opción que regresar, pues todos sus intentos son fallidos. Kim Young-hee es sonámbula y en uno de sus sueños le dice a Eun-soo: "Él siempre me dice que soy bastante guapa...." refiriéndose al "cuidador" del orfanato, a quien le gustaría violar a las niñas que se parecen a ella. Sus aficiones son las de jugar, ver la televisión, dibujar, comer dulces y leer libros. Young-hee nació en 1960, por lo que es un año más joven que Man-bok. Ella tiene el poder de comunicarse telepáticamente. Gracias al uso de este don pudo encontrar a Eun-soo, cuando este se perdió en el bosque y quedó cubierto por la nieve. Shim Eun-kyung es la encargada de interpretar dicho personaje.
- Jin Ji-hee como Kim Jung-Soon: Ella es de 7 años, y se le dijo por todos los adultos "que está" un poco débil. Odiaba a los adultos. Le gustaba reír y jugar con sus muñecas, que siempre torturado. Ella puede traer cosas imaginarias viva (la parte cuando Eun-soo les contó una historia de hadas, ella dejó una muñeca y de repente estaba vivo y voló hacia el cielo. Ella y Young-hee lo podía ver, lo que hizo extraño para los espectadores si realmente vivo porque Eun-soo no se dio cuenta en absoluto). Le gustaban los dulces y los cuentos de hadas.
- Park Hee-soon como el diácono Byun: Otro antagonista de la historia. Él y su esposa se pierden en el bosque y finalmente conocen a Man-bok. Parece ser amigable, pero se revela que es un líder de un culto religioso y un asesino en serie. Piensa que los niños son hijos de Satanás y termina tratando de matarlos. Se revela que cuando era más joven, mató a su propio padre, diciendo "Envié a mi padre al cielo". Se cortó la garganta cuando los tres niños usaron su telequinesis para hacer que se suicidara.
- Lydia Park como Kyung-sook
- Jang Young-nam como Soo-jung ("Mother")
- Kim Kyung-ik como Young-shik ("Father")
- Go Joon-hee como Hae-young

## Trivia
- La segunda vez que Eun-soo trata de salir, volvió a la casa y preguntó a los niños, que estaban jugando, en busca de ayuda. Young-hee, dijo, "Usted debe haber marcado su camino con migas de pan", aludiendo a la historia original en el que Hansel usaría como marcas de pan rallado para volver a casa. En las escenas después, Eun-soo es pedir la opinión de Young-hee, cuando después de Man-bok en el bosque.
- Kyung-sook, después de parar en la casa, notó algunas joyas y le susurró: "Entonces, debe haber un vagón de calabaza y zapatos rojos en alguna parte." Recordando a los de los cuentos de la Cenicienta y el trágico zapatillas rojas (que son muy coincidentemente ambas películas de terror de Corea del Sur).
- Hay otro libro de recuerdos que el hombre-bok tenido y que contenía imágenes de ellos jugando en ella, pero hasta el final de la película no se lo dije a lo que la historia tenía que ver con el libro. El libro se muestra en los flashbacks (cuando el hombre-bok, dijo el padre nuevos sobre el bloc de notas y se lo mostró a él) y cuando el diácono miró por encima de algunas páginas y encontró un cuchillo.

## Reparto
- Shim Eun-kyung(심은경) como Young-hee (영희).
- Cheon Myeong Jeong (천정명) como Eun-soo (은수) (pandillas jeok).
- Eun Won Jae (은원재) como Man-Bok (만복).
- Jin Ji Hye (진지희) como Jung-Soon (정순).
- Jang Young-nam (장영남) como Soojeong (alguien especial, Asesinato, Toma Uno).
- Kyeong-ik Kim (김경익) como Kyoung-sook.
- Go Joon-hee como Hae-young

## Créditos
- Director: YIM Phil-Sung (그놈 목소리 Diario Antártico - Sitges Fantástico 38o Festival
- Internacional de Cine de [Premio Orient Express - Asia] Casa, Baby - Festival de Cine de Venecia 56 ª)
- Fotografía: Kim Ji-yong (달콤한 인생 A Bittersweet vida, 달콤한 인생 Prohibida Quest)
- Escenografía: Ryu Seong-hee (Old Boy, 달콤한 인생 A Bittersweet Vida, The Host, Memories of Murder)
- Guion: 김민숙 (Kim Min-sook) y YIM Phil-sung
- Historia original: 김민숙 (Kim Min-sook)
- Editor: Kim Sun-min (Memories of Murder, The Host - Mejor Montaje en la región Asia-Pacific Film * Festival 2006 y Mejor Montaje en el Grand Bell Awards Corea del Sur 2007)
- Director Musical: 이병우 (Byeong-woo LEE) (그놈 목소리 voz de un asesino, The Host, el objetivo del amor, Un cuento de dos hermanas)
- el director de iluminación: SHIN Sang-yeul
- Productor ejecutivo: Miky LEE
- coproductor ejecutivo: CHOI Jae-won
- Productores: CHOI Jae-won y SEO Woo-sik

Asociado-productor: Kang Young-mo

## Festivales
- Puchon Festival Internacional de Cine Fantástico de 2008 - Mención Especial.
- Federación Europea de Festivales Fantastic Film Jurado.
- Vancouver International Film Festival - película de clausura, Dragones y Tigres de la sección.
- Fantasy Sitges Festival Internacional de Cine 2008 - Nominado, Mejor Película
- Festival de Cine de Londres 2008.
- Gérardmer Film Festival 2009 - Nominado, Concurso Gran Premio
- Festival Internacional de Cine Fantasporto 2009
- Festival de Cine Underground de Calgary 2009
- Festival Internacional de Cine de Dublín 2010

Más Festival Internacional de Cine que se anunciará

## Lanzamiento Internacional
- Reino Unido : 16 de enero de 2009 en Teatro
- Quebec: Montreal: 6 de marzo de 2009
- Canadá: Toronto: 27 de marzo de 2009 y Vancouver: 24 de abril de 2009
- Francia: en abril de DVD 1, 2009

## Comentarios sobre la película
- "... Ahora usted puede agregar Hansel y Gretel a la lista de clásicos instantáneos. Esta fábula se las arregla para superar a freaky incluso de la talla de El laberinto del fauno y El orfanato en su presentación de una pesadilla en negrilla y hermoso, pero francamente aterradora, de adultos. Véalo y se preparan para ser sorprendido. Es uno de los mejores del año. " [cita requerida]

Waddell Calum, Fangoria
- "... Probabilidades de convertirse en uno de los más frescos del año, las películas de terror más memorables. Elegante, imaginativa y con un toque actuar tercera historia, esta es una prueba más de que Corea actualmente se erige como la fábrica de Asia estreno de la película. ... este horror deliciosamente sombrío es vale la pena buscar. Sólo tienes que seguir la ruta de navegación de las críticas positivas. "[cita requerida]

Daniel Rob, Sky Movies
- "Es extraño, delirante y grotesco creativa alegría ... Cada pequeño detalle brilla ... visualmente. Es una de esas películas que utilizan cada centímetro de acción de la película de una manera creativa, transmiten las vibraciones derecha, y establecer toda la cosa en el fuego con su poder. "[cita requerida]

X, Twitchfilm
- "HISTORIA DE DOS HERMANAS cumple con El laberinto del fauno en este cuento de hadas oscuro que se respira un poco de aire fresco en la industria del horror de Corea del Sur. Hansel y Gretel es una de las películas más poderosas que he visto en mucho tiempo. Es genial. " [cita requerida]

AnthroFred, Slasherpool
- "Buena calidad a un lado, Hansel y Gretel se ve bien para mirar, diseñado con gran conjunto, la creación de efectos visuales, como la fantasía-que van de la mano con la cinematografía impresionante". [cita requerida]

Koh André, el UrbanWire
- "... Eficaz y produce muy rentable, Hansel y Gretel pone el" sombrío "en Grimm, mientras que la colocación de Corea del Sur Yim Phil-director cantado en la lista restringida de emuladores de El laberinto del fauno a la confianza." [cita requerida]

Rob Nelson, de Variedades
Otros Comentarios:
- Fangoria Online
- Variety
- Eye For Film
- Twitchfilm
- Movie Exclusive
- Beyond Hollywood